# Hans Zollner (Geistlicher)

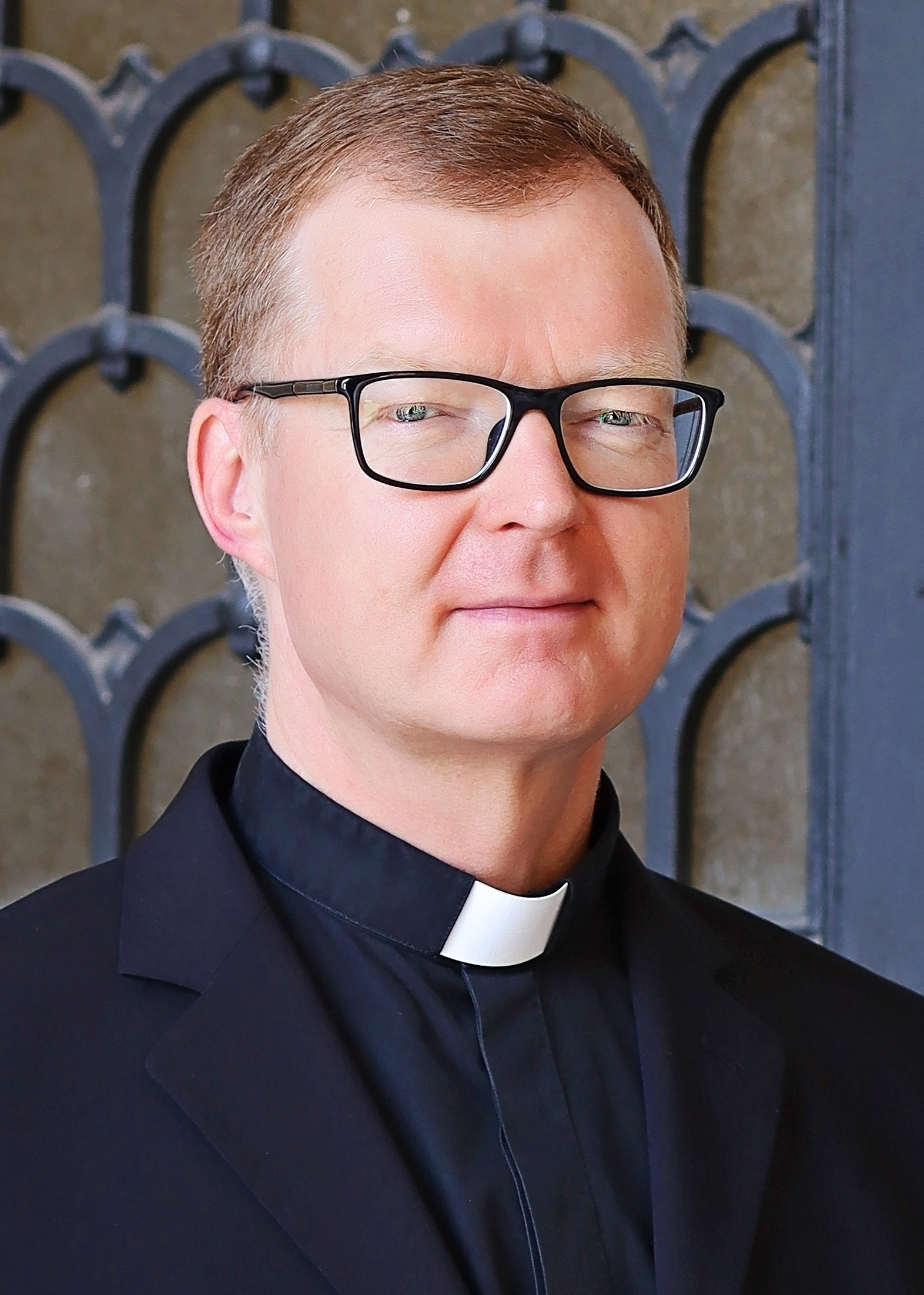
Hans Zollner (2020)

Hans Zollner SJ  (* 19. November 1966 in Regensburg) ist ein deutscher römisch-katholischer Ordenspriester, Theologe und Psychologe. Seit 1990 ist er Mitglied des Jesuitenordens.
Zollner gilt als einer der führenden kirchlichen Fachleute auf dem Gebiet der Prävention des sexuellen Missbrauchs in der römisch-katholischen Kirche und war von 2014 bis 2023 Mitglied der Päpstlichen Kommission für den Schutz von Minderjährigen.

## Werdegang
Nach seinem Abitur am Werner-von-Siemens-Gymnasium in Regensburg studierte er Philosophie und Theologie in Regensburg und Innsbruck. Er promovierte in Theologie an der Universität Innsbruck und erwarb das Lizentiat in Psychologie am Institut für Psychologie der Päpstlichen Universität Gregoriana in Rom. Zollner ist approbierter Psychotherapeut.
1995 wurde er zum Priester geweiht.
Seit 2003 lehrt er am Institut für Psychologie an der Päpstlichen Universität Gregoriana in Rom. Von 2010 bis 2019 war er Vizerektor der Universität und Dekan des Instituts für Psychologie.
2012 war Zollner Mitbegründer und ab 2015 Leiter des Centre for Child Protection (CCP) in München, dessen Sitz 2015 an die Universität Gregoriana in Rom verlegt wurde. Seit 2021 ist er Direktor des Institute of Anthropology. Interdisciplinary Studies on Human Dignity and Care (IADC) an der Universität Gregoriana, das aus dem CCP hervorging.
Darüber hinaus ist er Honorarprofessor an der Fakultät für Theologie und Religion der Universität Durham (England).

## Engagement für Prävention sexualisierter Gewalt
Hans Zollner sieht den Schutz von Minderjährigen als eine der wichtigsten Herausforderungen der katholischen Kirche an und verfasste zu diesem Thema zahlreiche Publikationen. Bis Oktober 2020 hat er etwa 70 Länder besucht, um in Workshops und Bischofskonferenzen Bewusstsein für das Thema Missbrauch sowie die Notwendigkeit entsprechender Schutzmaßnahmen für Minderjährige und andere Schutzbefohlene zu fördern, besonders auch für in der Priesterausbildung Tätige.
In den Jahren 2010–2011 war er Mitglied der wissenschaftlichen Arbeitsgruppe des „Runden Tisches Kindesmissbrauch“ im Auftrag der deutschen Bundesregierung.
2014 wurde er von Papst Franziskus in die neugegründete Päpstliche Kommission für den Schutz von Minderjährigen (Vatikanische Kinderschutzkommission) berufen.
Zollner war außerdem Vorsitzender des Organisationskomitees für das Symposium „Towards Healing and Renewal“ zum sexuellen Missbrauch von Minderjährigen (Februar 2012) und für den Weltkongress „Child Dignity in the Digital World“ (2017). Zudem war er Mitglied des Organisationskomitees für den Gipfel zum Kinderschutz im Vatikan (2019).
Am 1. April 2017 berief ihn Papst Franziskus zum Konsultor der Kongregation für den Klerus.
Hans Zollner teilte am 29. März 2023 mit, dass er die Päpstliche Kommission für den Schutz von Minderjährigen verlassen habe; Papst Franziskus habe diesen Rücktritt am 14. März angenommen. Zollner kritisierte die Arbeit der Kommission besonders im Hinblick auf die Bereiche Compliance, Verantwortungsübernahme und Transparenz. So seien etwa die Auswahlkriterien für die Kommissionsmitglieder sowie deren genaue Rollen und Aufgaben unklar. Außerdem sehe er die finanziellen Rechenschaftspflichten des Gremiums als unzureichend. Diese und weitere seien die Gründe für sein Ausscheiden. Er werde sich auf die Leitung des Institute of Anthropology und die Anfang März 2023 übernommene Aufgabe eines Sachverständigen für die diözesane Fachstelle für Kinderschutz im Bistum Rom konzentrieren.

## Publikationen (Auswahl)
- Bücher, Artikel, Beiträge - aktuelles Publikationsverzeichnis
- Trost – Zunahme an Hoffnung, Glaube und Liebe: zum theologischen Ferment der ignatianischen „Unterscheidung der Geister“. (= Innsbrucker theologische Studien, Band 68) Tyrolia-Verlag, Innsbruck, Wien 2004 (zugleich Hochschulschrift: Universität Innsbruck, Dissertation, 2003), ISBN 978-3-7022-2607-7.
- mit Giovanni Cucci: Chiesa e pedofilia. Una ferita aperta. Un approccio psicologico-pastorale. Milano 2010.
- Kindesschutzmaßnahmen und -konzepte auf Ebene der katholischen Ortskirche: Was passierte in der Weltkirche? In: Konrad Hilpert et al. (Hrsg.): Sexueller Missbrauch von Kindern und Jugendlichen im Raum von Kirche: Analysen – Bilanzierungen – Perspektiven. (= Quaestiones Disputatae 309) Freiburg – Basel – Wien 2020, S. 223–242.
- Prävention von sexuellem Missbrauch. Die Entwicklungen in der katholischen Kirche im vergangenen Jahrzehnt und die Arbeit des Centre for Child Protection. In: Gunter Prüller-Jagenteufel,  Wolfgang Treitler (Hrsg.): Sexueller Missbrauch von Minderjährigen in kirchlichen Einrichtungen. Sexueller Missbrauch von Minderjährigen in kirchlichen Einrichtungen. (= Katholizismus im Umbruch Bd. 13) Freiburg – Basel – Wien 2021, S. 230–248.
- Wandel durch Bruch? Mentalitätengeschichtliche Betrachtungen zum Missbrauch in der katholischen Kirche. In: Birgit Aschmann (Hrsg.): Katholische Dunkelräume. Die Kirche und der sexuelle Missbrauch. Paderborn 2022, S. 43–62, doi:10.30965/9783657791217_004.